# Жінка з Г'юлдремосе

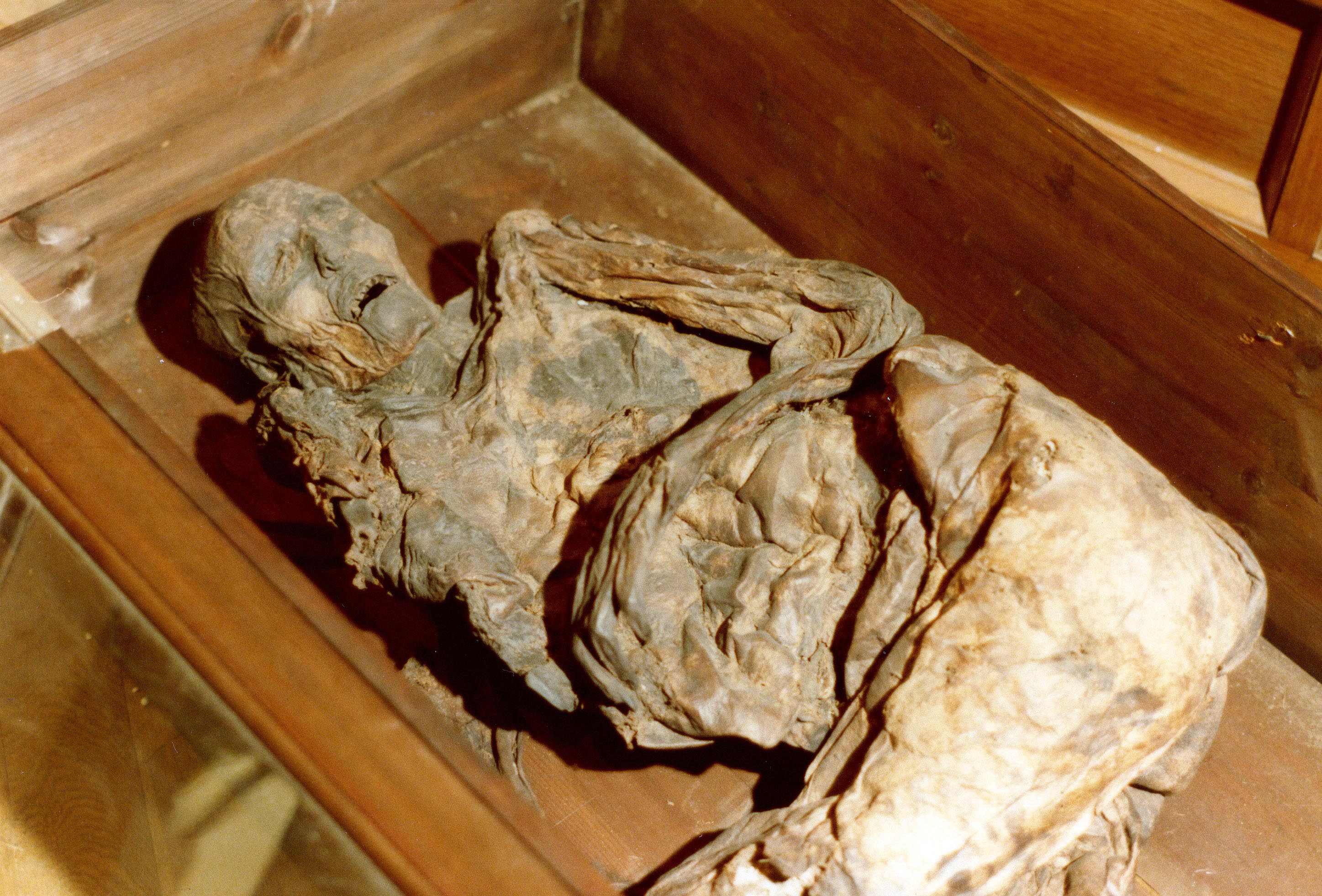
Жінка з Г'юлдремосе

Жінка з Г'юлдремосе, або Жінка з болота Г'юлдре — назва, дана набору археологічних знахідок людських останків, а саме болотяному тілу, виявленому в 1879 році поблизу поселення Рамтен у Данії. Радіовуглецеве датування показало, що жінка жила в залізну добу, близько 160 р. до н. е. — 340 н. е. Труп зберігається в музеї Копенгагена. Складний одяг, який носила жінка з Г'юлдремосе був реконструйований і виставлений в кількох музеях.

## Відкриття
15 травня 1879 року тіло було виявлено Нільсом Хенсоном, шкільним учителем у Рамтені, після прокопування метра торфу. Хенсон розповів про знахідку товаришу, який повідомив поліцію, а також фармацевта, який перемістив тіло в довколишній сарай для обстеження. Пізніше археологічну знахідку передали в Національний музей у Копенгагені.

## Опис
Тіло було знайдене з ногами зігнутими за спиною, з майже відрубаною правою рукою. Вважається, що рука отримала рану від лопати під час розкопок. Окрім цього, труп був неушкоджений.
Перш ніж жінка померла, вона зламала одну ногу, хоча вона зажила. Вона була одягнена в клітчасту накидку з овечої вовни, а також шарф і спідницю, також з вовни. Був також знайдений гребінець і головна пов'язка.
Рвані рани на одній із ніг вважалися посмертними травмами, завданими лопатою, поки згодом вони не були оцінені як такі, що настали біля моменту смерті.
Також була виявлена мотузка на шиї тіла, що може довести, що вона була повішена або задушена, хоча це, можливо, було намисто.
Тіло було переобстежено неінвазивно у 1990 році, а також проходило аналіз дієти в 1999 році.
Рентгенографія, що була виконана під час переобстеження, виявила волосяну щетину на шкірі черепа, а також залишки мозку всередині черепа. Кістки були демінералізовані, як і в багатьох інших болотяних тіл. Аналіз дієти складався з двох зразків вмісту кишечника і показав, що останньою їжею жінки був житній хліб.